# 寮國中央航空
寮國中央航空是寮國第一家私有航空公司以及第一家低成本航空公司。該航空公司原名「豐沙灣航空」，但於2012年改為現名。目前該公司營運航線以寮國國內線為主、來往泰國曼谷的國際線為輔。而旗下營運中的客機為波音B737-400型客機與俄羅斯蘇愷SSJ100超級噴射機。

## 機隊

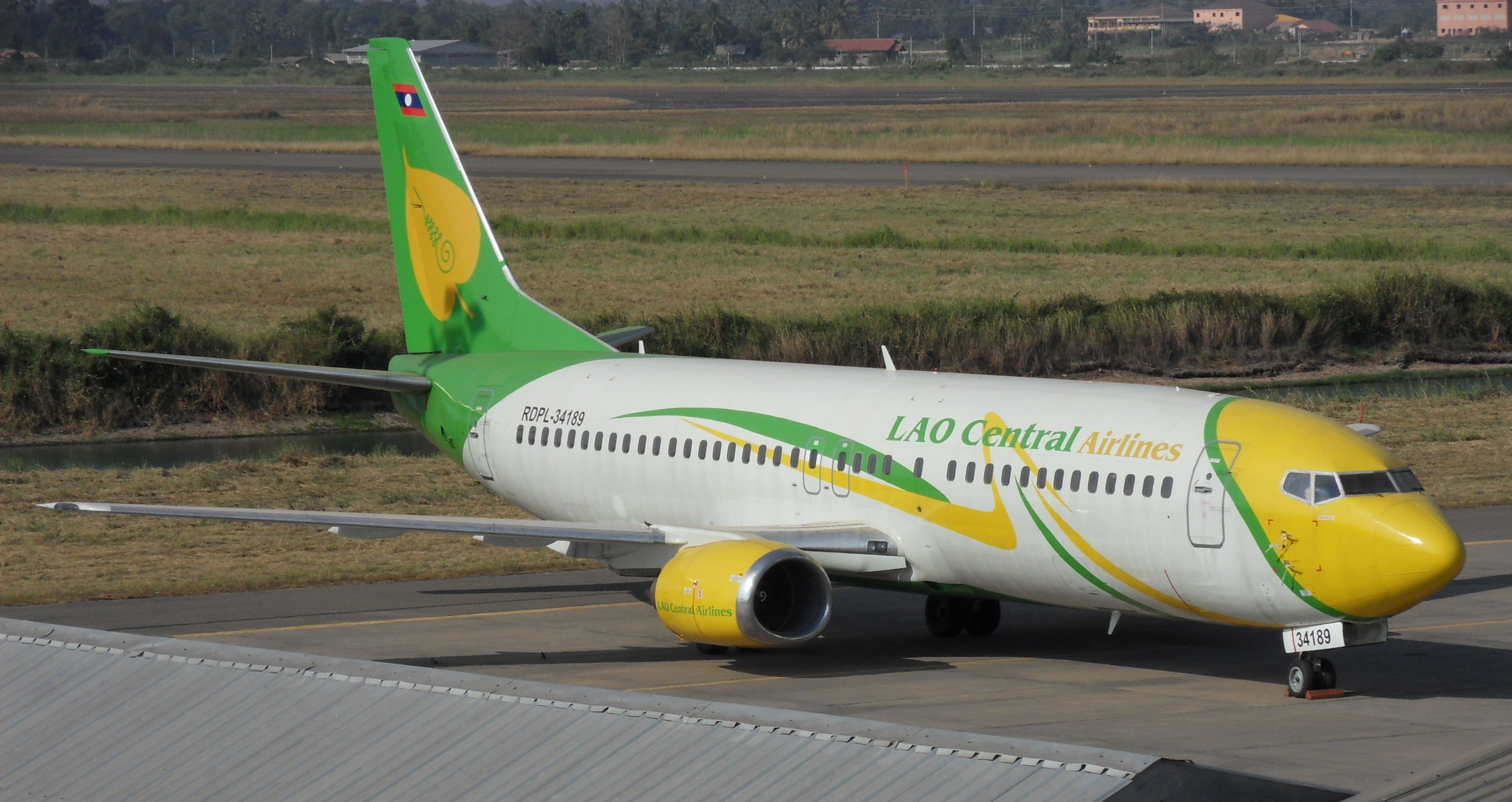
寮國中央航空波音737-400

## 目的地
- - 永珍－瓦岱國際機場
  - 琅勃拉邦－琅勃拉邦國際機場
- 泰國
  - 曼谷－蘇凡納布機場